# Sittard-Geleen
Sittard-Geleen (anhörenⓘ) ist eine Gemeinde in den Niederlanden, Provinz Limburg, mit 92.487 Einwohnern (Stand 1. Januar 2025). Ihre Gesamtfläche beträgt etwas mehr als 80 km².
Zur fusionierten Gemeinde gehört die Stadt Sittard, der Industrieort Geleen, die Dörfer Born, Limbricht und Munstergeleen und viele kleinere Ortschaften. Die Fusion erfolgte zum 1. Januar 2001 und ist seit dem 27. Januar 2005 offiziell.

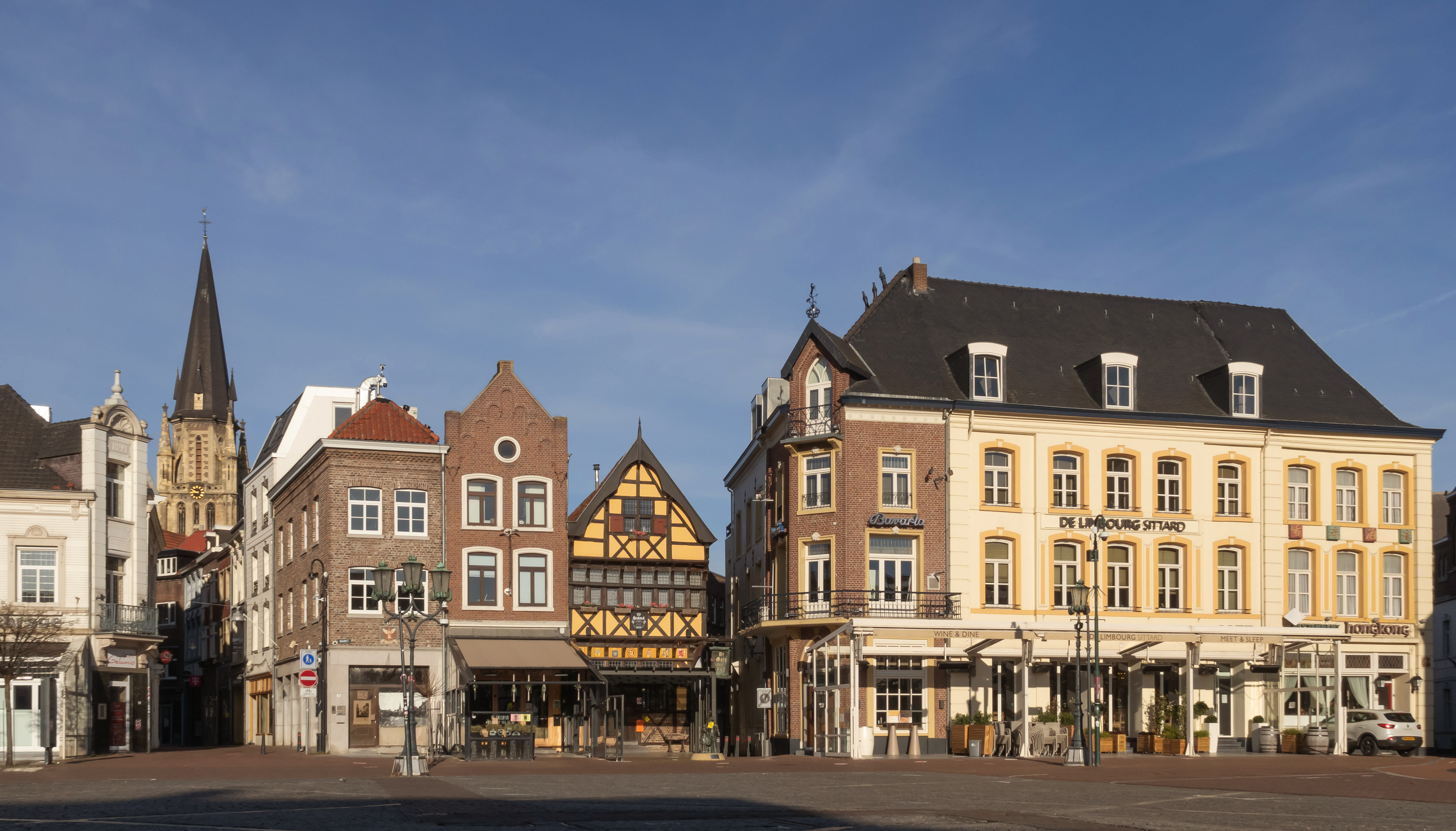
Sittard, Zentrum

## Lage und Wirtschaft
Die Stadt liegt im Süden der Provinz, grenzt an Deutschland, Belgien und die Kommunen Beek, Echt-Susteren, Schinnen und Stein. Der Bahnhof Sittard hat Verbindungen nach Heerlen und Maastricht, nach Roermond und Eindhoven sowie weiter in die Ballungsgebiete der Niederlande. Mehrere Autobahnen verlaufen durch die Gemeinde, unter anderem die A 2 Utrecht – Eindhoven – Maastricht und die A 76 Löwen – Aachen – Köln.
Sittard-Geleen hat eine der wichtigsten Industriezonen der ganzen Niederlande. Bei Geleen befinden sich die großen Anlagen der Chemiekonzerne SABIC und DSM, letzterer ist aus den ehemaligen niederländischen Staatsminen (Steinkohle-Bergbau, 1971 beendet) hervorgegangen. Auch steht in Born die größte Automobilfabrik der Niederlande, Nedcar. Auch der Philips-Konzern hat hier einen Betrieb. Dazu kommen noch mehrere Zulieferungs-, Handels- und Dienstleistungsunternehmen.

## Politik

### Sitzverteilung im Gemeinderat
Der Gemeinderat umfasst 37 Sitze und wird seit der Gemeindegründung folgendermaßen gebildet:
| Partei                                   | Sitze a | Sitze a | Sitze a | Sitze a | Sitze a | Sitze a |
| Partei                                   | 2000    | 2006    | 2010    | 2014    | 2018    | 2022    |
| ---------------------------------------- | ------- | ------- | ------- | ------- | ------- | ------- |
| Geloofwaardig, Open en Betrouwbaar b     | 4       | 7       | 8       | 8       | 9       | 12      |
| CDA                                      | 8       | 7       | 8       | 9       | 8       | 7       |
| GroenLinks                               | 4       | 6       | 5       | 3       | 4       | 5       |
| Stadspartij voor Sittard-Geleen-Born c d | –       | 4       | 5       | 4       | 3       | 3       |
| PVV                                      | –       | –       | –       | –       | 3       | 2       |
| PvdA                                     | 3       | 7       | 4       | 2       | 1       | 2       |
| D66                                      | 0       | 0       | 1       | 2       | 2       | 1       |
| Samen Politiek Actief                    | –       | –       | –       | –       | 1       | 1       |
| Lokaal Sittard-Geleen-Born               | –       | –       | –       | –       | –       | 1       |
| VVD                                      | 3       | 2       | 3       | 1       | 1       | 1       |
| FvD                                      | –       | –       | –       | –       | –       | 1       |
| Politiek Innovatief & Toegankelijk       | –       | –       | –       | –       | –       | 1       |
| DNA Partij                               | –       | –       | –       | 3       | 2       | –       |
| SP                                       | –       | –       | 1       | 3       | 2       | –       |
| 50PLUS                                   | –       | –       | –       | –       | 1       | –       |
| Ouderen Politiek Actief                  | –       | –       | –       | 2       | –       | –       |
| Balans e                                 | –       | –       | 1       | –       | –       | –       |
| TROTS                                    | –       | –       | 1       | –       | –       | –       |
| Ouderenpartij Sittard-Geleen-Born e      | 2       | 2       | –       | –       | –       | –       |
| TransparanZ e                            | –       | 1       | –       | –       | –       | –       |
| Stadspartij Burgerbelangen Geleen d      | 4       | 1       | –       | –       | –       | –       |
| Stadspartij Nieuw Sittard c              | 7       | –       | –       | –       | –       | –       |
| Groot Born c                             | 2       | –       | –       | –       | –       | –       |
| Gesamt                                   | 37      | 37      | 37      | 37      | 37      | 37      |

Anmerkungen

### Kollegium von Bürgermeister und Beigeordneten
Die Parteien DNA, Geloofwaardig, Open en Betrouwbaar, GroenLinks, PvdA, Samen Politiek Actief, SP und VVD zu einer Koalition vereinigt. Sie stellen Kollegium im Zeitraum von 2018 bis 2022 die Beigeordneten bereit. Geloofwaardig, Open en Betrouwbaar steuert drei Beigeordnete bei, DNA, GroenLinks, SP und VVD sind mit jeweils einem Beigeordneten im Kollegium vertreten, während die PvdA und Samen Politiek Actief hingegen nicht vertreten sind. Das Kollegium wurde am 6. Juni 2018 im Rahmen einer Ratssitzung berufen. Folgende Personen gehören zum Kollegium und sind in folgenden Bereichen zuständig:
| Funktion         | Name                 | Partei                             | Ressort | Anmerkung                                   |
| ---------------- | -------------------- | ---------------------------------- | --- | ------------------------------------------- |
| Bürgermeister    | Hans Verheijen       | CDA                                | Koordination der kommunalen Politik, allgemein administrative Sachen, verwaltungstechnische Zusammenarbeit allgemein, Repräsentation/Protokoll, öffentliche Ordnung und Sicherheit sowie deren Vollstreckung | seit dem 16. März 2020 im Amt               |
| Beigeordnete     | Pieter Meekels       | Geloofwaardig, Open en Betrouwbaar | städtische Entwicklung, wirtschaftliche Angelegenheiten sowie berufsbildender Unterricht und Arbeitsmarkt, Finanzen und rechtliche Funktion, Teilnahmen und Zusammenarbeitsbeziehungen, Immobilien, Personal und Organisation, Beigeordneter für den Stadtteil Nr. 1 (Guttecoven, Limbricht, Einighausen, Holtum, Buchten, Born, Hondsbroek, Graetheide, Industrie- und Hafengebiet, Wolfrath, Obbicht, Papenhoven und Grevenbicht) | erster Stellvertreter des Bürgermeisters    |
| Beigeordnete     | Leon Geilen          | Geloofwaardig, Open en Betrouwbaar | Gesundheit inklusive Zusammenleben sowie Pflege und Wohl, Einwohnerpartizipation und Kommunikation, bezirksgezieltes Arbeiten/kleine Kerne, Umwelt, Verkehr, Beigeordneter für den Stadtteil Nr. 3 (Munstergeleen, Windraak, Geleen-Zuid, Kluis, Oud-Geleen/Haesselderveld) | zweiter Stellvertreter des Bürgermeisters   |
| Beigeordnete     | Kim Schmitz          | GroenLinks                         | Nachhaltigkeit sowie Energie- und Klimaneutralität, Integrationspolitik, Armut- und Einsamkeitsbekämpfung, Umweltpolitik sowie Raumplanung und Ausstattung, Beigeordnete für den Stadtteil Nr. 5 (Overhoven, Baandert, Vrangendael, Broeksittard, Kemperkoel, Industriepark Noord, Naherholungsgebiet Schwienswei) | dritte Stellvertreterin des Bürgermeisters  |
| Beigeordnete     | Jos Bessems          | DNA                                | integrale, innerstädtische Entwicklung, Kultur, Denkmäler, Stadtmarketing und Image-Verstärkung/Markenentwicklung, euregionale Politik, Sport, Beigeordneter für den Stadtteil Nr. 2 (Geleen-Centrum, Geleen-Noord, Lindenheuvel, Chemelotsite) | vierter Stellvertreter des Bürgermeisters   |
| Beigeordnete     | Felix van Ballegooij | SP                                 | lebenswertes Wohnen und Bauen, Einkommensunterstützung, Partizipationsgesetz, Durchführung der sozialen Arbeitsversorgung, Beigeordneter für den Stadtteil Nr. 4 (Limbrichterveld, Hoogveld, Handelszentrum Bergerweg, Sittard-Centrum, Sanderbout, Ophoven, Kollenberg-Park, Leijenbroek, Umgebung Watersley) | fünfter Stellvertreter des Bürgermeisters   |
| Beigeordnete     | Eefje Joosten        | VVD                                | Dienstleistung, Ausschreibungspolitik, Koordination Deregulierung, Arbeitsmarkt-Projekte, Mobilitätspolitik | sechste Stellvertreterin des Bürgermeisters |
| Beigeordnete     | Berry van Rijswijk   | Geloofwaardig, Open en Betrouwbaar | Jugend und -hilfe, Bildung, Veranstaltungen | siebter Stellvertreter des Bürgermeisters   |
| Gemeindesekretär | Gert-Jan Kusters     | –                                  | – | seit September 2017 im Amt                  |

## Gemeindegliederung
Einwohner in den einzelnen Städten und Ortschaften am 1. Januar 2024:
| Ortschaft              | Einwohner |
| ---------------------- | --------- |
| Sittard                | 37.635    |
| Geleen                 | 31.485    |
| Born                   | 5.845     |
| Munstergeleen          | 4.635     |
| Grevenbicht-Papenhoven | 3.005     |
| Limbricht              | 2.525     |

| Ortschaft   | Einwohner |
| ----------- | --------- |
| Buchten     | 1.985     |
| Obbicht     | 1.850     |
| Einighausen | 1.320     |
| Guttecoven  | 1.245     |
| Holtum      | 1.115     |

## Bilder

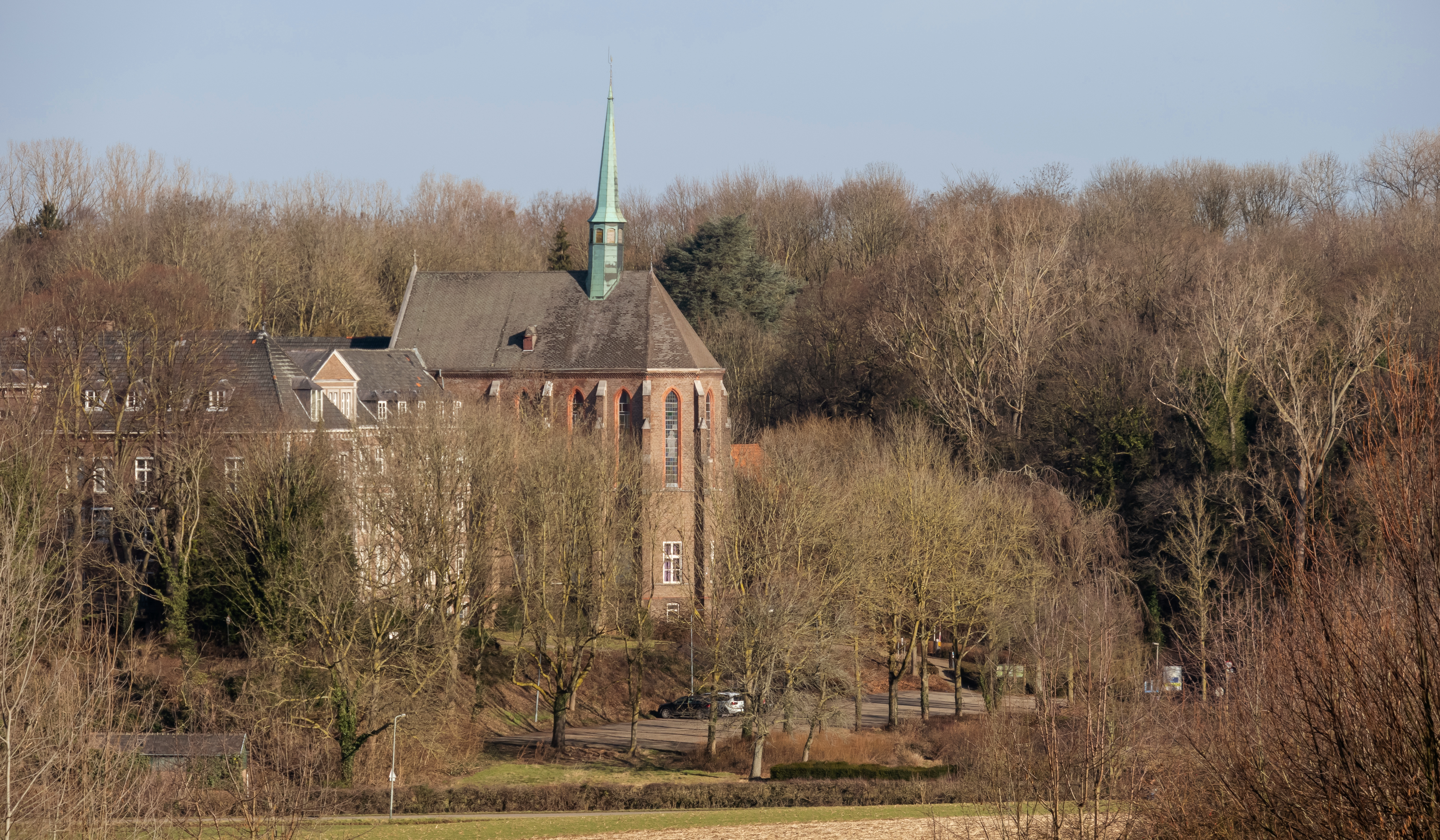
Sittard, Landhaus (Huis Watersley) von Windraak
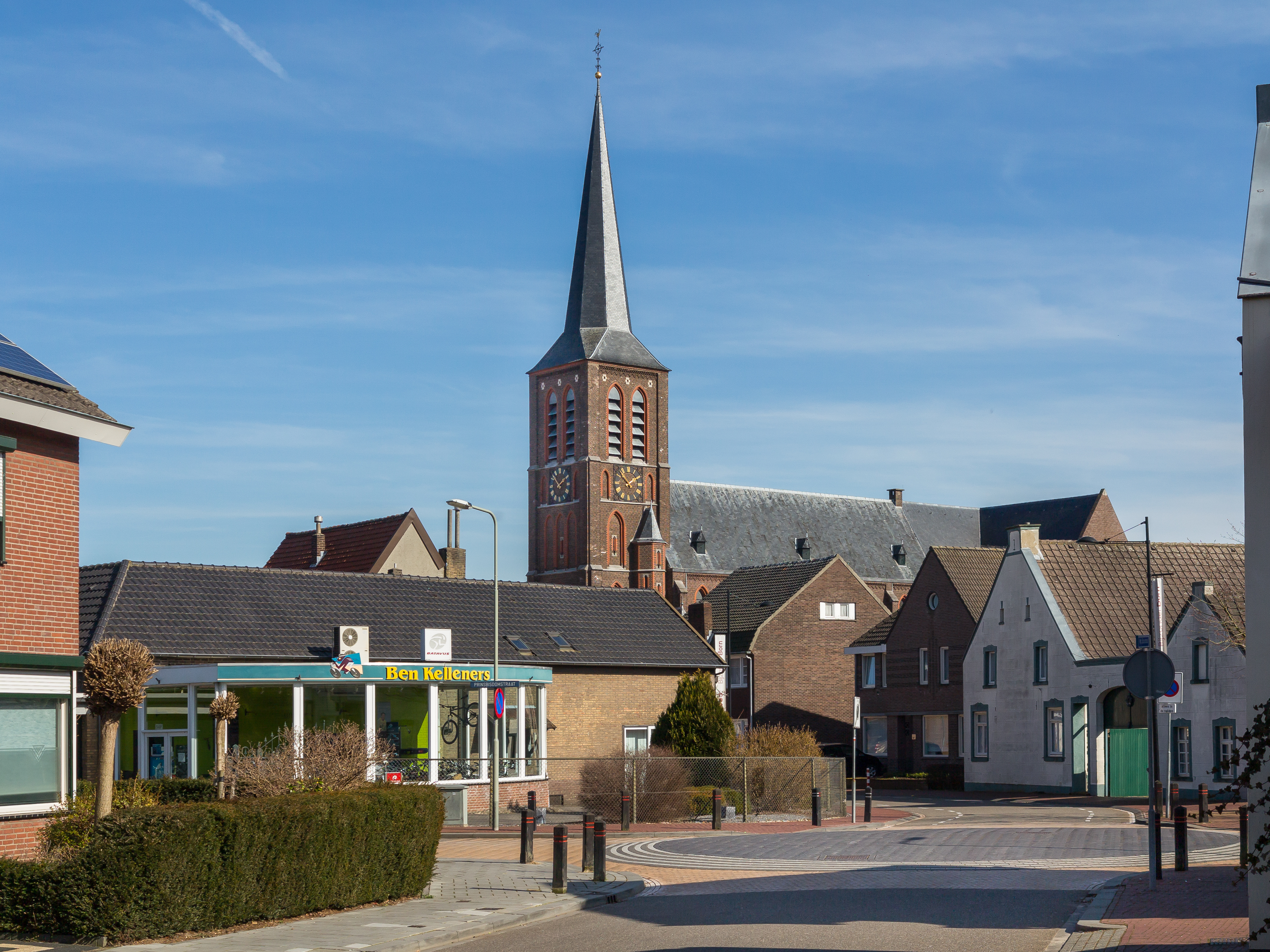
Born, Kirche: Sint Martinuskerk
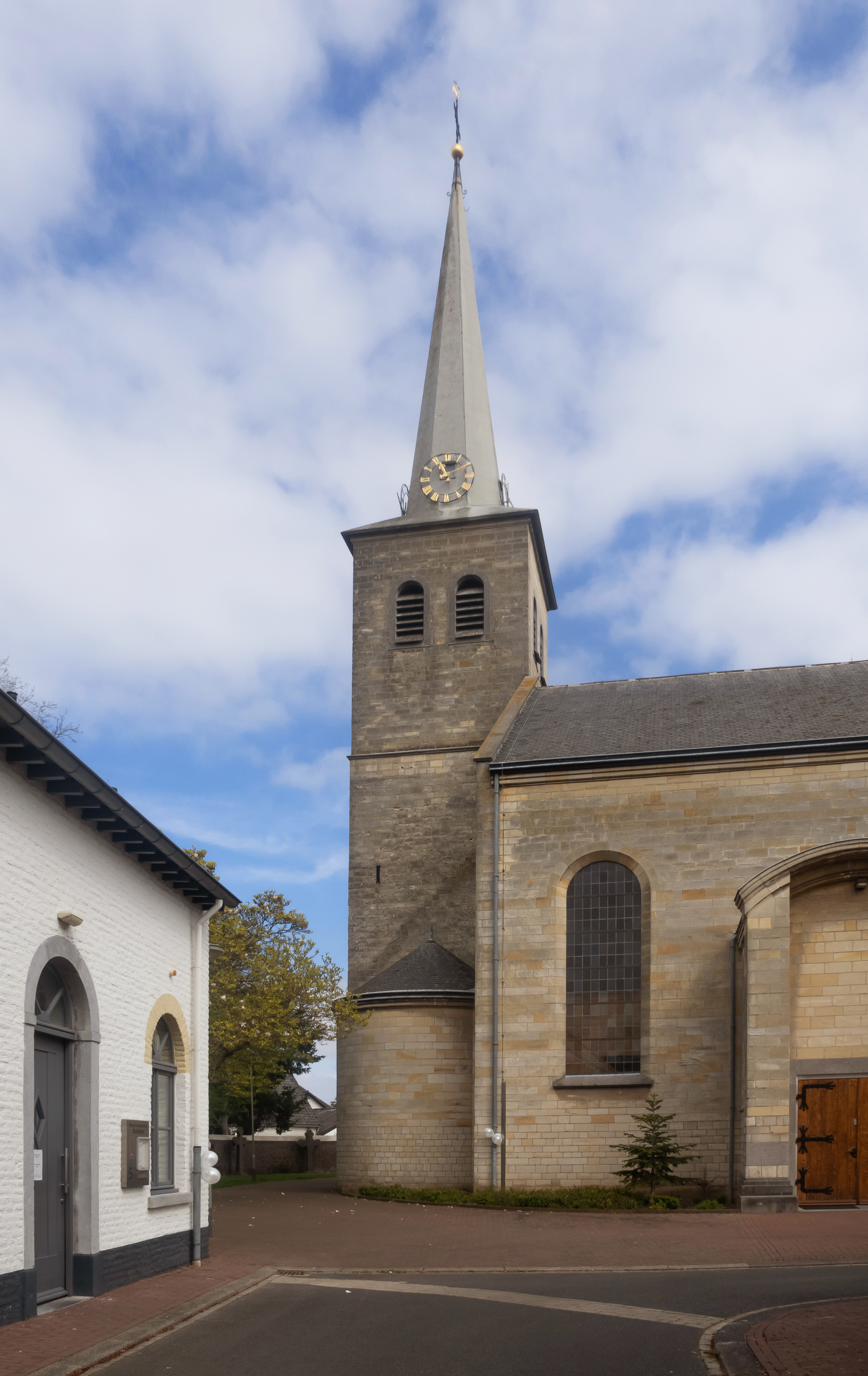
Buchten, Kirche: Sint Catharinakerk
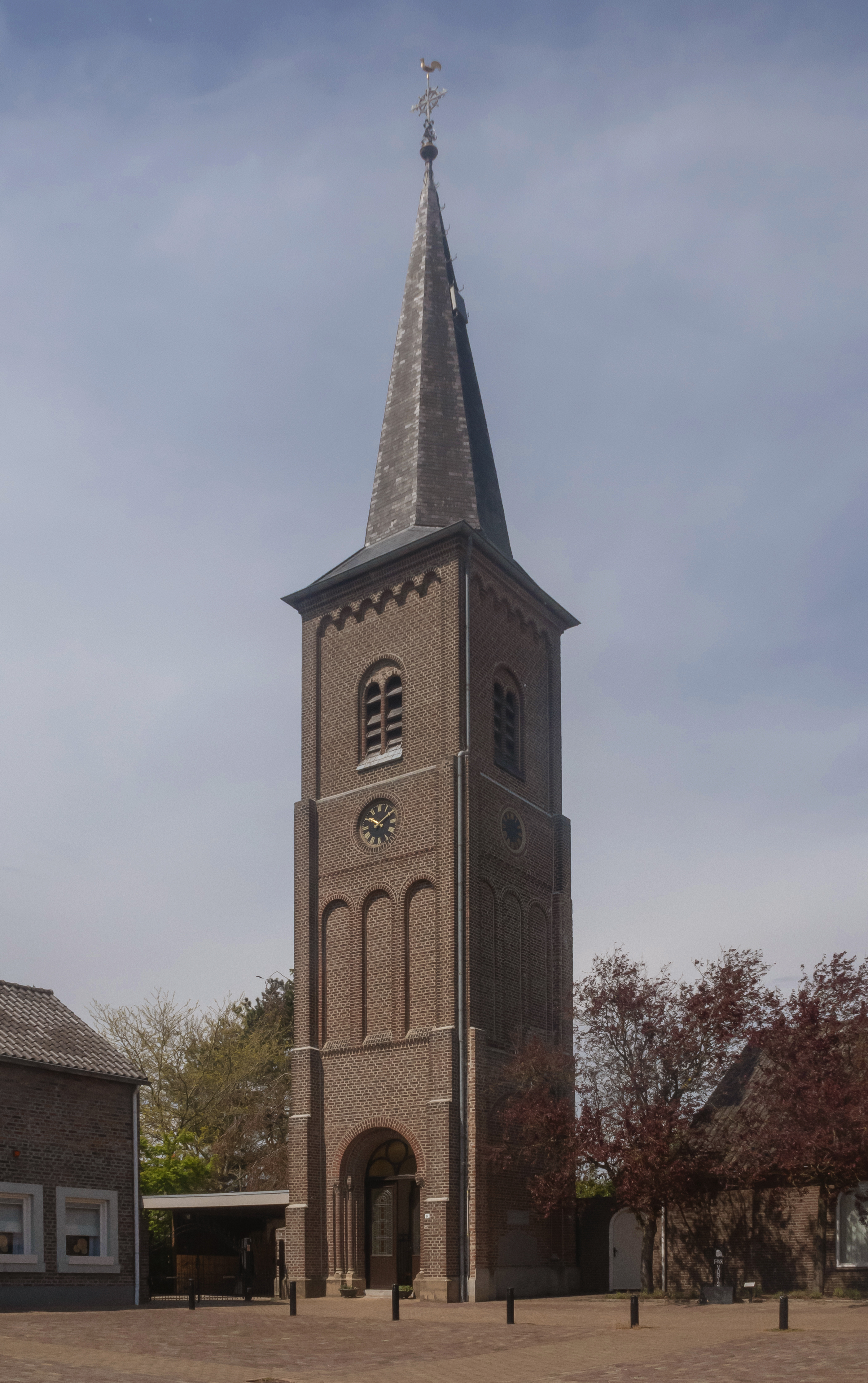
Obbicht, freistehender Kirchturm (Sint-Willibrorduskapel)
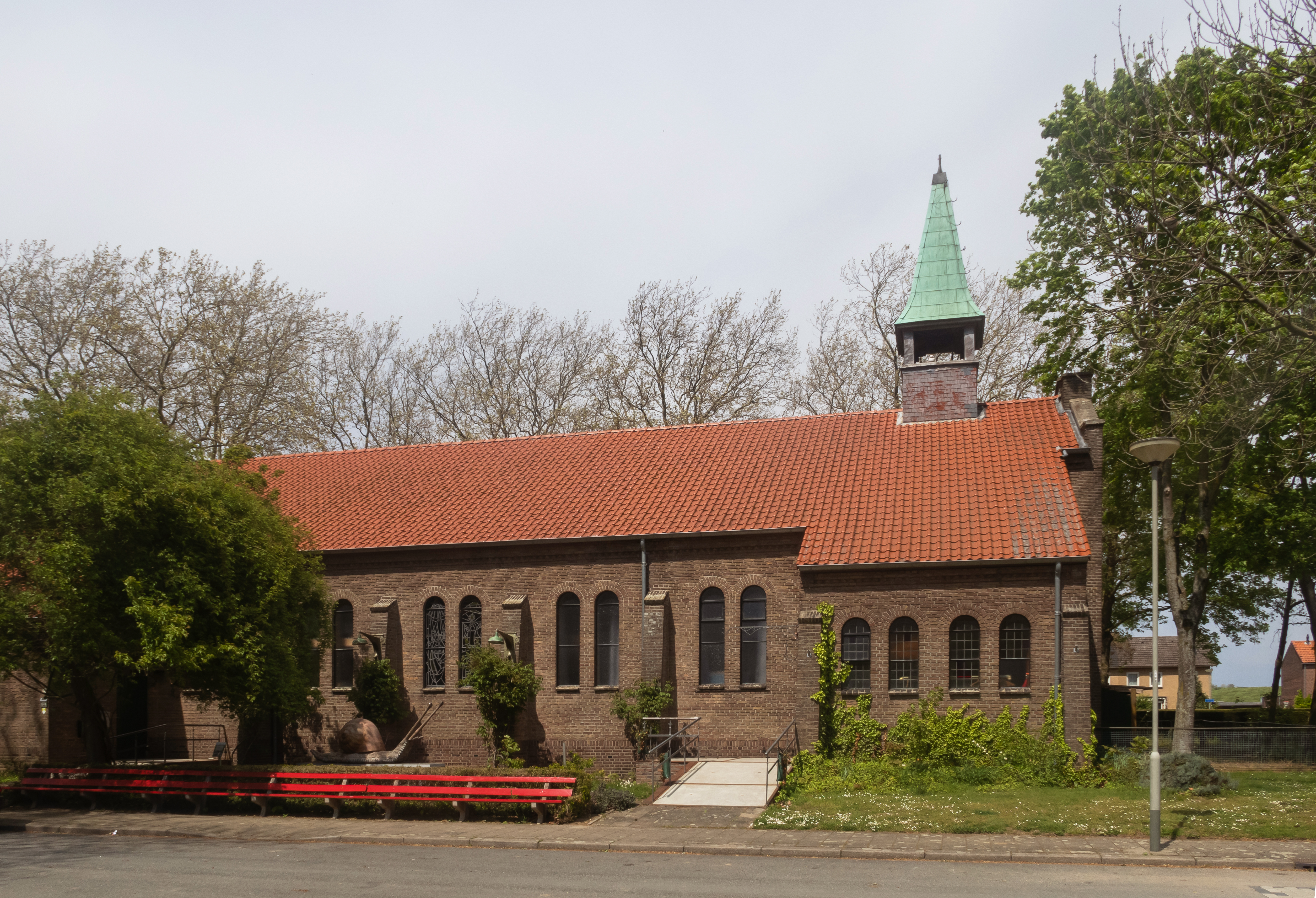
Schipperskerk, Kirche: Schipperskerk

## Das alte Sittard

Flagge von Sittard bis 2000

Sittard erhielt 1243 das Stadtrecht, gehörte lange Zeit dem Herzogtum Jülich an und wurde nach dem Wiener Kongress 1815 den Niederlanden zugeteilt. Während des belgischen Aufstandes (1830–1839) gehörte die Stadt vorübergehend zu Belgien.
In der Innenstadt ragt die St.-Petrikirche heraus. Das Gotteshaus entstand im 13. bis 15. Jahrhundert, es wurde 1875 vom Roermonder Architekten Pierre Cuypers in neugotischem Stil restauriert. In Sittard stehen noch einige Kirchen- und Klostergebäude sowie einige Wohnhäuser aus dem 16. und 17. Jahrhundert. Auch sind noch Teile der Stadtbefestigung erhalten geblieben. Im Ortsteil Limbricht ist Schloss Limbricht, eine ehemalige Erdhügelburg, sehenswert.
Die Stadt ist eine Hochburg des Karnevals.

## Partnerstädte
Die Städtepartnerschaft von Böblingen, Baden-Württemberg mit dem Stadtteil Geleen bestand seit 1962. Nach dem Zusammenschluss zu Sittard-Geleen im Jahre 2001 wurde auch diese Städtepartnerschaft erneut bekräftigt. Auch mit Pontoise, ebenso Partnerstadt von Böblingen, im französischen Département Val-d’Oise besteht eine Städtepartnerschaft. Der Stadtteil Born ist zudem seit 1971 mit dem hessischen Nauheim verschwistert.

## Söhne und Töchter der Stadt
- Entgen Luijten (ca. 1600–1674), Opfer der Hexenverfolgung
- Johannes Michiel Buckx SCI (1881–1946), niederländischer Geistlicher, erster Apostolischer Vikar von Finnland
- Gulielmus Cobben SCI (1897–1985), niederländischer Geistlicher, erster Bischof von Helsinki
- Toon Hermans (1916–2000), niederländischer Sänger, Dichter und Kabarettist
- Marijn Simons (* 1982), niederländischer Komponist, Violinist und Dirigent
- Settela Steinbach (1934–1944), niederländische Sintiza, deren Bild ein Symbol für den Rassenwahn der Nazis wurde
- Huub Stevens (* 1953), niederländischer Fußballtrainer